# Алмізера
Алмізера, Альмісерат (валенс. Almiserà (офіційна назва), ісп. Almiserat) — муніципалітет в Іспанії, у складі автономної спільноти Валенсія, у провінції Валенсія. Населення — 307 осіб (2010).

## Географія
Муніципалітет розташований на відстані близько 340 км на південний схід від Мадрида, 65 км на південь від Валенсії.

## Демографія
Динаміка населення (INE ):

## Галерея зображень

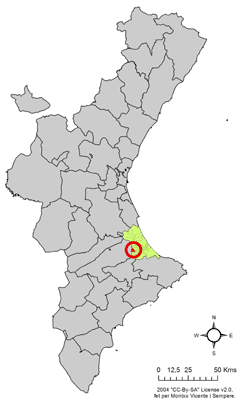
Розташування муніципалітету Алмізера у автономній спільноті Валенсія
Розташування муніципалітету Алмізера у комарці